# Padang Kleng
Padang Kleng is een bestuurslaag in het regentschap Aceh Jaya van de provincie Atjeh, Indonesië. Padang Kleng telt 1267 inwoners (volkstelling 2010).